# Euxoa sagitta
Euxoa sagitta là một loài bướm đêm trong họ Noctuidae.